# Edelfinken
|  | Dieser Artikel wurde aufgrund von formalen oder inhaltlichen Mängeln in der Qualitätssicherung Biologie zur Verbesserung eingetragen. Dies geschieht, um die Qualität der Biologie-Artikel auf ein akzeptables Niveau zu bringen. Bitte hilf mit, diesen Artikel zu verbessern! Artikel, die nicht signifikant verbessert werden, können gegebenenfalls gelöscht werden. Lies dazu auch die näheren Informationen in den Mindestanforderungen an Biologie-Artikel. |

Die Edelfinken (Fringilla) sind eine acht Arten umfassende Gattung in der monogenerischen Unterfamilie der Fringillinae innerhalb der Familie der Finken (Fringillidae), deren Vertreter paläarktisch verbreitet sind.

## Merkmale
Es handelt sich um stämmige, 14–18 cm große Vögel mit einer typischen zuckenden Kopfbewegung und einem schleppenden Gang.

## Fortpflanzung
Das in Bäumen oder Büschen angelegte Nest besteht vor allem aus Pflanzenmaterial und ist mit Federn oder Haaren gepolstert. Die Paarungszeit dauert etwa von Ende April bis Juni; Buchfinken und Bergfinken können zwei Bruten großziehen.

## Systematik und Nomenklatur
Die Gattung Fringilla wurde im Jahr 1758 durch Carl von Linné in der 10. Auflage von Systema Naturae eingeführt. Als Typusart fungierte der Buchfink (Fringilla coelebs). Der wissenschaftliche Gattungsname stammt aus dem Lateinischen und bedeutet „Fink“.
Innerhalb der Finken ist die Unterfamilie Fringillinae nah mit den Stieglitzartigen (Carduelinae) verwandt, von denen sie sich allerdings durch das Fortpflanzungsverhalten und das Fehlen eines Kropfes unterscheidet.

### Synonyme
Im Laufe der Zeit hat der Gattungsname Fringilla mehrere Synonyme erhalten:
- Coelebs Cuvier, 1800 und Lesson, 1831
- Struthus Boie, 1826
- Tringilla Wood, 1835

### Arten
Derzeit werden acht Arten anerkannt:
- Buchfink (Fringilla coelebs) – Europa bis Mittelsibirien
- Kanarenbuchfink (Fringilla canariensis) – Kanarische Inseln
- Madeirabuchfink (Fringilla maderensis) – Madeira
- Bergfink (Fringilla montifringilla) – Norden Eurasiens
- Azorenbuchfink (Fringilla moreletti) – Azoren
- Gran-Canaria-Fink (Fringilla polatzeki) – Gran Canaria; im Jahr 2016 vom Teidefink abgespalten[6]
- Maghrebbuchfink (Fringilla spodiogenys) – Nordafrika
- Teidefink (Fringilla teydea) – Teneriffa